# José Saraiva Martins
José Saraiva Martins (Gagos de Jarmelo, 6. siječnja 1932.) je portugalski kardinal Katoličke Crkve. Bio je prefekt Kongregacije za kauze svetaca od 1998. do 2008. godine.
Papa Ivan Pavao imenovao ga je kardinalom đakonom crkve Nostra Signora del Sacro Cuore na konzistoriju 21. veljače 2001. godine.